# Congreso de Oriente

En rojo la Liga de los Pueblos Libres en 1815, parte de las Provincias Unidas del Río de la Plata.

Bandera de Artigas, también llamada Pabellón de la Libertad.

El Congreso de Oriente o Congreso de los Pueblos Libres o Congreso del Arroyo de la China, fue una asamblea efímera de diputados celebrada en 1815 en la villa de Concepción del Uruguay, entonces también conocida como villa del Arroyo de la China —que era la capital de la provincia de Entre Ríos en las Provincias Unidas del Río de la Plata— y que fue presidida por José Gervasio Artigas, como Protector de los Pueblos Libres, de las seis provincias sujetas a su protectorado militar conocido como Liga Federal o Pueblos Libres. 
Originalmente, Artigas había convocado a un congreso de la provincia Oriental en el pueblo de Mercedes —también conocido como Capilla de Mercedes—, y otro en Concepción del Uruguay para las tres provincias mesopotámicas conocidas como el continente de Entre Ríos. Solicitó luego diputados de Santa Fe y Córdoba para una reunión en Paysandú con representantes de Buenos Aires, a fin de solucionar el conflicto con el gobierno directorial. Ante el fracaso de esa reunión, los convocó a todos a reunirse en congreso en Concepción del Uruguay, hecho que generó confusión en algunos autores que suelen denominar a esta asamblea equivocadamente como Congreso de Paysandú.
Solo hay constancia documental de que el congreso se reunió en dos oportunidades, en la sesión de apertura el 29 de junio de 1815, de la cual solo se conoce que se trató el envío de cuatro delegados a Buenos Aires, y en la sesión de clausura que se supone ocurrida el 12 de agosto de 1815, cuando los delegados informaron al congreso sobre su misión, y fue disuelto por Artigas.
Aunque los documentos muestran que Artigas convocó a este congreso para tratar sobre el arreglo con Buenos Aires ante la creencia de que estaba por llegar una expedición naval española, existe una línea historiográfica que cree que en la sesión inaugural el 29 de junio de 1815 se realizó una declaración de independencia nacional. En ese sentido, debido a que la Asamblea del Año XIII no cumplió con su finalidad de proclamar la independencia, este congreso es considerado por ellos como el primer congreso independentista en las provincias del exvirreinato del Río de la Plata. Como las actas del congreso —si es que las hubo— se habrían perdido, los sostenedores de la línea que cree que allí se declaró la independencia nacional basan su conjetura interpretando la carta que Artigas envió al director supremo Juan Martín de Pueyrredón el 24 de julio de 1816.

## Antecedentes
Luego de que las tropas directoriales de Estanislao Soler evacuaran Montevideo, el 26 de febrero de 1815 se produjo la entrada de las tropas artiguistas en la ciudad. El nuevo gobernador militar de Montevideo nombrado por Artigas, Fernando Otorgués, convocó a fines de febrero por orden de aquel a la elección de un diputado por pueblo para una asamblea provincial que se celebraría en Montevideo, quienes deben elegir un gobierno que domine toda la Provincia. Con algunos diputados ya electos, el 27 de marzo Otorgués, mediante una circular, comunicó la suspensión de la asamblea argumentando imprevistas circunstancias.
Desde Paraná, el 13 de marzo de 1815, Artigas se dirigió al comandante general de Misiones, Andrés Guazurarí, expresándole que 3 días antes le había enviado por intermedio del gobernador de Corrientes una convocatoria a un congreso en Concepción del Uruguay. En ese congreso Artigas pensaba reunir a diputados de todo el Entre Ríos, es decir, de la provincia de Corrientes, de la Federación Entrerriana y de las Misiones guaraníes mesopotámicas.
El 24 de marzo de 1815 las fuerzas artiguistas se apoderaron de la ciudad de Santa Fe, y el 2 de abril Francisco Antonio Candioti fue elegido primer gobernador de la provincia, que quedó bajo el protectorado de Artigas. La caída del director supremo Carlos María de Alvear el 16 de abril de 1815, luego de la sublevación de Fontezuelas, hizo prever el fin de la guerra con Buenos Aires, por lo que al recibir Artigas el 29 de abril una comunicación del cabildo de Buenos Aires anunciándole la elección de José Rondeau como director supremo, dispuso la realización de una asamblea provincial en Mercedes para que diera la aprobación provincial a la misma. Ese día Artigas respondió al cabildo de Buenos Aires:

Transportado de alegría he leído la muy honorable comunicación de usted (...) Hoy mismo van a salir mis circulares convocando los Pueblos que se hallan bajo mi mando y protección para que por medio de sus respectivos diputados entiendan en la ratificación espontánea de la elección, que para ejercer la suprema magistratura recayó en la muy benemérita persona del Brigadier D. José Rondeau, y en calidad de suplente, en la del General del Ejército Auxiliar Don Ignacio Alvarez.

## Oferta de secesión
En mayo de 1815, el director supremo interino de las Provincias Unidas del Río de la Plata, Ignacio Álvarez Thomas, envió a Francisco Bruno de Rivarola y al coronel Blas Pico para intentar solucionar sus diferencias con Artigas, entrevistándose el 16 y 17 de junio a bordo de una goleta anclada en el río Uruguay frente a Paysandú. Los enviados ofrecieron la independencia de la Banda Oriental mediante un Tratado de Paz y Amistad: 

1. Buenos Aires reconoce la independencia de la Banda Oriental del Uruguay, renunciando los derechos que por el anterior régimen le pertenecían.

2. Habrá paz y amistad eterna entre las provincias contratantes por haber ya desaparecido los motivos de discordia. Se echará un velo sobre todo lo pasado y será un deber de ambos gobiernos castigar con rigor a los que quisieran hacer valer sus venganzas o resentimientos particulares, ya sean muchos o un individuo solo.

5. Las provincias de Corrientes y Entre Ríos quedan en libertad de erigirse o ponerse bajo la protección del gobierno que gusten.

(...)

Artigas, como anteriormente, rechazó la posibilidad de la secesión de la Banda Oriental del resto de las Provincias Unidas. Respondió en su cuartel general de Paysandú el 16 de junio de 1815 proponiendo un tratado de catorce puntos (Tratado de Concordia entre el Ciudadano Jefe de los Orientales y el Gobierno de Buenos Aires), en los que proclamaba el federalismo y pedía indemnizaciones y armamentos para la provincia Oriental.

1. (...) La Banda Oriental entra en el rol para formar el Estado denominado Provincias Unidas del Río de la Plata. Su pacto con las demás provincias es el de una alianza ofensiva y defensiva. Toda provincia tiene igual dignidad e iguales privilegios y derechos y cada una renunciará al proyecto de subyugar a la otra. La Banda Oriental del Uruguay está en el pleno goce de toda su libertad y derechos, pero queda sujeta desde ahora a la Constitución que organice el Congreso general del Estado, legalmente reunido, teniendo por base la libertad.

El 20 de junio los enviados de Buenos Aires dieron por fracasadas las negociaciones.

## Provincias intervinientes
Concurrieron diputados por Entre Ríos, Corrientes, Santa Fe, Córdoba y la Provincia Oriental con excepción de Montevideo. Los de Misiones fueron elegidos en los departamentos de Yapeyú y Concepción, pero no llegaron a tiempo. 

### Diputados de la provincia Oriental
El 29 de abril de 1815 Artigas envió una circular de convocatoria de diputados a los cabildos de la provincia Oriental, para un congreso provincial a realizarse en Mercedes. 
La circular expresaba:

Conducidos los negocios públicos al alto punto en que se ven, es peculiar al pueblo sellar el primer paso que debe seguir á la conclusion de las transaciones que espero formalizar. En esta virtud, creo ya oportuno reunir en Mercedes un Congreso compuesto de diputados de los pueblos, y para facilitar el modo de su eleccion tengo el honor de acompañar á V. S. el adjunto reglamento, confiando en el esmero de esa ilustre Corporacion que, eludiendo hasta el menor motivo de demora, al momento de recibir ésta dé las disposiciones competentes para que con igual actividad se proceda en todas las jurisdicciones de esa Plaza capital de provincia á la reunion de las asambleas electorales, encargando muy particularmente que los ciudadanos en quienes la mayoridad de sufrájios haga recaer la eleccion para diputados, sean inmediatamente provistos de sus credenciales y poderes, y se pongan con toda prontitud en camino al indicado pueblo de Mercedes. El órden, la sencillez y la voluntad general deben caracterizar el todo, que recomiendo al celo de V. S.

Tengo el honor de ser de V. S. respetuosamente, atento servidor. Cuartel General 29 de Abril de 1815 —José Artigas— Al M. I. Cabildo de Montevideo

El reglamento enviado al cabildo de Montevideo era el siguiente:

José Artigas. Al Muy Ilustre Cabildo.

Reglamento de que se servirá el Muy Ilustre Cabildo de la ciudad de Montevideo para la reunion de las Asambleas electorales, y nombramiento de diputados qua deben emanar de ellas, para el Congreso convocado en esta data.

1.° La ciudad se dividirá en cuatro cuarteles, ó departamentos; la comprension de cada uno de ellos será fijada por el Muy Ilustre Cabildo.

2.° Los ciudadanos Antolin Reina, Ramon de la Piedra, Pablo Perez y Santiago Cardoso, miembros del M. I. C. presidirán separadamente en cada uno. La suerte decidirá el que privativamente les corresponda.

3.° Los ciudadanos de cada departamento concurrirán desde las nueve de la mañana hasta las cinco y media de la tarde del día subsiguiente á la recepcion de la órden de esta data, á las casas que indiquen los respectivos presidentes, á nombrar tres electores correspondientes á su distrito.

4.° El voto irá bajo una cubierta cerrada y sellada: y el sóbre en blanco. En la mesa del presidente firmará todo sufragante su nombre en el sobrescrito, que tambien se rubricará por aquél, y un Escribano que debe serle asociado. El Escribano numerará y anotará los papeles entregados por los votantes, echándolos en una caja, que concluida la hora se conducirá cerrada al Muy Ilustro Cabildo, el cual abrirá las cuatro sucesivamente, y cotejando en cada uno los votos con la numeracion y anotacion, procederá al escrutinio.

5.° Los tres ciudadanos que en cada departamento saquen la pluralidad, se tendrán por electores para el nombramiento de diputados, al que procederán, siendo citados acto continuo.

6.° Reunidos en la Sala Capitular se separará de ella el M. I. Cabildo, y nombrarán ellos un presidente entre si, y harán la eleccion de tres diputados, que serán los que concurrirán por esa ciudad capital de provincia al Congreso indicado.

7.° Electos los tres diputados se les comunicará inmediatamente las credenciales y poderes competentes en la forma que corresponde.

8.° El M. I. Cabildo trascribirá respectivamente á todos los pueblos de la Provincia hasta las márgenes del Rio Negro, el reglamento preciso para la reunion de sus Asambleas electorales. debiendo nombrarse en cada una un diputado por cada pueblo para concurrir al predicho Congreso.

9.° Se pondrá muy particular esmero en que todo se verifique con la mayor sencillez posible, cuidando que el resultado sea simplemente la voluntad general.

Dado en este Cuartel general á 29 de Abril de 1815.

José Artigas.

Pero, luego del fracaso de la misión de Pico y Rivarola y de conflictos con el cabildo de Montevideo, Artigas decidió suspender el congreso de Mercedes y realizar el congreso en Concepción del Uruguay con los mismos diputados orientales ya elegidos.
Los diputados electos por Montevideo el 26 de marzo para la suspendida asamblea que debía celebrarse en ese ciudad fueron: Dámaso Larrañaga, Lucas Obes y Prudencio Murguiondo, quienes se excusaron en diversas causas por no poder concurrir a Concepción del Uruguay, en razón de la disputa entre Artigas y el cabildo. Artigas desde Paysandú expresó en una nota al cabildo de Montevideo, un día antes de la inauguración del congreso, que comenzarían las sesiones:

José Artigas. Al Muy Ilustre Cabildo.
 (...) A mi me queda la satisfacción que a presencia de todos los Diputados de los pueblos que hasta la fecha han concurrido y con su parece se resolverá tan importante negocio. Siento que los Diputados por el Pueblo de Montevideo se hayan retardado tanto para que pudiese dar un pormenor de nuestras negociaciones, como los demás a sus respectivos pueblos (...)

Entre los diputados elegidos para el congreso que debía celebrarse en Mercedes, por lo que probablemente asistieron a Concepción del Uruguay, fueron elegidos entre el 25 de mayo y el 7 de junio de 1815: por Minas: Francisco José Rodríguez, por Rocha: Manuel Techera, por San Salvador: Leonardo Fernández, y por Santo Domingo Soriano: José Vicente Gallegos. Entre los diputados de los pueblos del interior de la provincia que sí se sabe que concurrieron, estuvo Pedro Bauzá y por San Carlos o por la ciudad de Maldonado: Francisco Dionisio Martínez.

### Diputados por Misiones
El 13 de marzo de 1815 Artigas se dirigió al comandante general de Misiones, Andrés Guazurarí, expresándole:

(...) Por el conducto del gobernador de Corrientes puse a usted, hace tres días, las circulares para que mande cada pueblo su diputado indio al Arroyo de la China. Usted dejará a los pueblos en plena libertad para elegirlos a su satisfacción, pero cuidando que sean hombres de bien y de alguna capacidad para resolver lo conveniente (...) Yo estoy esperando unos diputados que vienen de Buenos Aires a tratar conmigo. Aquel pueblo, según los oficios de aquella municipalidad, está dispuesto a transarlo todo conmigo, y entrar por los principios de equidad y justicia que reclaman los pueblos y las provincias. Yo deseo este momento para sellar los negocios y tratar únicamente de hacer una vigorosa defensa contra los españoles, en caso de que vengan según se me anuncia (...)

Por las mismas circunstancias que en la provincia Oriental, el congreso de las provincias mesopotámicas (el continente de Entre Ríos) que debía celebrarse en Concepción del Uruguay se suspendió. El 29 de abril Artigas envió una circular de convocatoria a los cabildos de Misiones, casi la misma que envió a Montevideo, junto con un reglamento:

(...) En esta virtud creo ya oportuno reunir en Arroyo de la China un congreso compuesto de los diputados de los pueblos, y para facilitar el modo de su eleccion, tengo el honor de acompañar á V. S. el adjunto reglamento, confiando en el esmero de esa ilustre corporación, que, eludiendo hasta el menor motivo de demora, al momento de recibir ésta, dé las disposiciones competentes para que con igual actividad se proceda en ese departamento á la reunión de las asambleas electorales, encargando muy particularmente que los ciudadanos en quienes la mayoridad de votos haga recaer la elección, sean inmediatamente provistos de sus credenciales y poderes, y se pongan con toda prontitud en camino al indicado punto de Arroyo de la China, no siendo posible fijar otro que minore la distancia, por ser el prescripto un punto medio relativamente á los demás pueblos que deben concurrir.

El 31 de mayo de 1815 la circular llegó al cabildo indígena de Concepción de la Sierra, desde donde se notificó a los cabildos de Santa María la Mayor, San Javier, Santos Mártires, San José, San Carlos y Apóstoles, llegando la última notificación el 4 de junio. Sin embargo, los diputados misioneros llegaron (según Setembrino E. Pereda) después de clausuradas las sesiones y de haber partido para la ex capital del Virreinato los delegados. 
El 21 de junio Artigas se dirigió por nota a Guazurarí por motivo del fracaso de la misión Pico-Rivarola:

(...) Ellos han regresado y espero volverán, mientras es preciso tomar todas las medidas. Con este fin paso mañana al Arroyo de la China a celebrar el congreso y resolver lo mejor. Avisaré a usted los resultados en caso de no haber llegado los diputados de ésos pueblos, que deberán hacerlo.

Los diputados misioneros debieron estar entre los concurrentes de la sesión de clausura del congreso el 12 de agosto, pues Artigas envió una carta a Guazurarí el 16 de agosto de 1815 por intermedio del diputado Andrés Yacabú —a quien le otorgó en esa fecha el pasaporte para regresar a Misiones— en la que expresó:

He recibido a los diputados con todo el afecto que ellos merecen. Los he obsequiado conforme al estado de pobreza que nos rodea. Sin embargo, ellos dirán a usted cuanto he hecho por agradarlos.

### Diputados por Corrientes
Artigas comunicó al cabildo de Corrientes que se eligieran dos diputados por la ciudad y uno por cada cual de los pueblos de la campaña, para marchar al congreso que debe formarse de todo el Entre Ríos en el Arroyo de la China. El 18 de mayo el cabildo acusó recibo de la nota, pues el 3 de junio Artigas le respondió: Quedo impuesto por la honorable comunicación de V.S. del 18 del pasado mayo, de haber llegado mi convocatoria pidiendo dos diputados por ese pueblo y uno por cada cual de los pueblos de la campaña que deberán marchar al congreso que debe formarse de todo el Entre Ríos en el Arroyo de la China.
Por la ciudad de Corrientes fueron elegidos Juan Francisco Cabral y Ángel Mariano Vedoya. El 30 de mayo el pueblo de San Roque designó a José Artigas como su representante, el 4 de junio el pueblo de Riachuelo eligió a Serapio Rodríguez. El 9 de junio el cabildo del pueblo indígena de Itatí eligió a Juan Bautista Fernández, quien llevó la instrucción de reclamar la isla Apipé, donada a Santiago de Liniers por el administrador del pueblo. En Santa Rita de la Esquina fue elegido Bartolomé Lezcano, pero el cabildo de Corrientes lo objetó por ser residente en la capital provincial, por lo que el 22 de junio fue elegido Sebastián Almirón. Los correntinos José Simón García de Cossio y Francisco de Paula Araujo se hallaban en el campamento de Artigas, y aunque no fueron elegidos diputados, desempeñaron algún papel en el mismo.
El correntino José Simón García de Cossio se hallaba en el campamento de Artigas, y aunque no fue elegido diputado, tuvo activa participación en el Congreso por su formación e intelectualidad, siendo uno de los elegidos por los representantes reunidos a parlamentar con las autoridades de Buenos Aires y alcanzar un posible entendimiento, el que no se concretó.
No consta la presencia de García de Cossio en el Congreso de Oriente con representación alguna; su asistencia se debió a la decisión de Artigas. El correntino se hallaba en el campamento del Jefe oriental desde hacía tiempo atrás, ya que junto a otros comprovincianos fue enviado allí, por estar acusados de participar en un levantamiento contra Artigas encabezado por Genaro Perugorría varios meses atrás. Artigas los había sometido a procesos de juzgamiento, condenado a Perugorría a la pena de muerte, mientras que a los demás no les encontró responsabilidad alguna.
De allí la presencia de García de Cossio en el campamento de Artigas de quien obtuvo la representación de la Comandancia General de Entre Ríos, que en ese momento abarcaba la jurisdicción correntina. Artigas consideró que García de Cossio no tuvo responsabilidad en la sublevación de Perugorría, tal como lo comunica al gobernador correntino José Silva: “…el D. Sr. José García de Cossio y Don Francisco de Paula Araujo Escr. Gob. tendrá entendido que nada ha resultado contra el honor después de varios informes que se han solicitado.(…) Téngale U. así entendido y que los Señores Cossio y Araujo son dignos de mi estimación”. Es evidente que las dotes de Abogado con gran experiencia en el accionar del Estado por parte de García de Cossio hicieron ver a Artigas lo vital de su participación como jurista.

### Diputados por Entre Ríos
No se conoce quienes fueron elegidos, ni las circunstancias en que lo fueron. Su presencia está confirmada por la Autobiografía de Francisco Martínez, quien dice:

Inmediatamente después de mi llegada me embarqué con él, en dirección al Arroyo de la China, lugar indicado para la reunión, y a nuestro arribo, encontramos reunidos un crecido número de Diputados por Córdoba, Corrientes, Santa Fe, Entre Ríos y Estado Oriental.

Lo mismo que correntinos y misioneros, los diputados entrerrianos deben haber sido convocados el 29 de abril para el congreso de todo el Entre Ríos.

### Diputado por Santa Fe
El 21 de mayo envió Artigas al cabildo de Santa Fe la convocatoria para la elección de dos diputados, extendiendo así la participación. Ante la escasez de tiempo fueron elegidos Pedro Aldao y Pascual Diez de Andino, pero por problemas económicos se realizó un sorteo entre los dos para enviar solo a uno, resultando favorecido Diez de Andino. Esto fue comunicado a Artigas el 14 de junio:

Sr. Gral. de los Orientales Protector de los Pueblos Libres.
 La elección de Diputados de este Pueblo prevenida pr. V.S. en la convocatoria circular de 21 Mayo pp. pa. el Congreso q´ se ha de celebrar en el Arroyo de la China, había recaído en los D.D. Ciudadanos Pedro Aldao y Pascual Diez de Andino, naturales y vecinos de él; considerando qe pr la escases del Erario no podía asistírseles con las dietas congruentes, fue indispensable reducir la Diputación a uno, pr. sorteo entre los dos, cuyo éxito fue en el segundo, qn. entregará esta credencial en manos de V.S. con el poder, que le hemos otorgado, llevando también las instrucciones convenientes qu. según las intensiones de este Ayuntamiento, serán en todo conformes con los altos designios, q´en V.S. veneramos.
 Dios Gde. A V. s.m.a. Sala Capitular de Santa-Fe a 14 de junio de 1815.
 Franco. Ant. Candioti – Pedro Larrechea – Gabriel Lasaga – Luis Aldao – Ramón Cabal – Juan Albt. Basaldua

El mismo 14 de junio el gobernador Francisco Candioti otorgó un poder a Andino:

(...) para que en concurso de los Diputados de los demás Pueblos, que allí concurran promueva, proponga, discuta, y sancione todos los puntos concernientes a fijar de una vez el sistema proclamado en esta América de su libertad e independencia y, la de cada uno de los Pueblos unidos, y en particular la de éste, haciendo que se reconozca por Provincia independiente, con todo el territorio que comprende su jurisdicción en el Continente Occidental del Río de la Plata, para que establezca, y reconozca la autoridad suprema, que ha de regir a todos con los límites, y extensión, que convengan a un perfecto gobierno federado, y a la conservación de los derechos de los Pueblos, y en suma para que en todo quanto se trate, y promueva en dicho Congreso, relativo al bien general de todos los Pueblos unidos, y al particular de este, proceda con arreglo a las instrucciones, que se le han dado, y acordado en acta de este día.

Las instrucciones fueron escritas en diez artículos:

Instrucción que debe observar el Diputado de este Pueblo en el Congreso, inmediato de los q´ se reunieron en el Arroyo de la China, según lo acordado por los Individuos del M.I. Cabildo, y electores de él, en acta de este día.

Art. 1º. – Que para entrar a los tratados del Congreso, debe suponerse como principio incontrovertible, que el Gobierno de Buenos Ayres en ningún tiempo exigirá otro sistema, sino es el de la libertad de los Pueblos, que deben gobernarse por sí, divididos en Provincias, entre los quales debe ser una la de Santa-Fe comprensiva el territorio de su jurisdicción, en la forma que está al presente con absoluta independencia de la que fue su Capital.

Art. 2º. – Que siendo el objeto principal de todo los Pueblos el salvar los inviolables derechos de su soberanía, y libertad, para ocurrir por otra parta a remediar el estado de disolución en que se hallan, es indispensable buscar un centro, en que reunidas todas las partes de este cuerpo político, se forme un todo sobre el que pueda influir directamente esta cabeza de autoridad, que se críe, con toda la eficacia necesaria, sin que por esto los Pueblos unidos pierdan la más mínima prerrogativa de sus derechos.

Art. 3º. – Reconocida la soberanía del Pueblo de Santa-Fé, y garantida por el que se reconociese Supremo Director con el juramento que debe prestar de reconocerla, respetarla y ceder a ella todo proyecto de capitalismo, unidad, y otros de esta clase, con que se ha usurpado, seducido y defraudado los derechos de los Pueblos: sobre esta base deberá entrar a tratarse la porción de autoridad, que este Pueblo Soberano quiera, pueda, y le convenga ceder y desprenderse de ella, depositándola en manos del Director, para que con arreglo a los límites q´ se le prescriben por las partes contratantes, pueda disponer de ella en obsequio del bien general.

Art. 4º. – Que siendo esta Provincia en la actualidad perseguida de los enemigos del Chaco; de q´ se halla quasi indefensa por el menosprecio con que fue mirada por el Gobierno de Buenos Ayres, que más procuraba su disolución, q´ su aumento, despojando a esta Ciudad de su armamento, y destinando a otros fines el caudal de sus propios, que solo fue establecido para su defensa, por cuyo motivo ha abandonado a los dichos enemigos toda su campaña del Norte, y perdido todas sus haciendas: exigirá el Diputado por vía de restitución, o en otra forma, que la Provincia de Buenos Ayres auxilie a ésta con quinientos fusiles, y seis piezas de artillería de mediano calibre con la dotación correspondiente, pues otro tanto tuvo de propiedad o más, y q´ igualmente le restituya los mil, y más pesos, q´ el último Gefe, después de haber hecho dimisión del mando, sacó con violencia de la Receptoría de Hacienda de la Capilla del Rosario de esta dependencia, fuera de lo q´ - con igual fuerza – exiguió de muchos vecinos de este Pueblo, con que quedó su erario gravado.

Art. 5º.- Esta Provincia será obligada a auxiliar por su parte a donde lo exija la necesidad para la defensa general de la causa de las demás federadas, con el número de gente, q´ le permita su población, con concepto a las circunstancias en q´ se halle pr. la actividad, q. padece.

Art. 6º.- Que todas las causas civiles, y criminales de los vecinos, y residentes de este Pueblo se empiecen, y concluyan en él, sin salir de él por apelación ni otro recurso.

Art. 7º.- Deberá exigir el Diputado la posible aceleración del Congreso General, q´ será la autoridad, q´ pueda sancionar las que en lo sucesivo deben gobernar, a la cual y sus decisiones queda sujeta esta Provincia desde ahora, siempre que la reunión del Congreso se verifique, con la libertad, q´ se requiere, y nada se establezca contrario a la Religión Católica Romana q´ profesamos.

Art. 8º.- Esta Provincia reconocerá por Supremo Director bajo las condiciones expresadas a la persona, q´ sea del agrado del Sor. Protector General.

Art. 9º.- Como la presente Diputación exige la mayor brevedad, y por otra parte esta Provincia ha adoptado en todas las instrucciones dadas en igual materia pr. los Pueblos Orientales a sus representantes nombrados para la A.G.: se arreglará el Diputado a ellas para las demás resoluciones q´ concurran, exceptuando los de la primera parte del artículo diez y seis, en cuyo lugar convendrá q´ solo se prohíba el exceso o recarga del derecho de extracción.

Art. 10º.- Los tratados resultantes deberán comunicarse a los Pueblos de la Diputación pa. ser ratificados.

Concuerda con los artículos de la instrucción acordados en acta de este día pa. el arreglo del Ciudadano Dr. Pascual Diez de Andino en el Congreso del Oriente pa. el q´ ha sido electo Diputado pr. este Pueblo, cuyo original queda en el libro corrte. de las actas capitulares de el, de q´ certifict. Santa-Fé a catorce de Junio de mil ochocientos quince. José Ign. de Caminos Escº Pucº y Secret.º.

El padre del diputado santafesino, Manuel Ignacio Diez de Andino, escribió en su diario: El 12 de junio de 1815 llegó de Córdoba D. Francisco Cabrera, de Diputado al Coronel Artigas y el 15 caminó al Uruguay como mi hijo el Dr. Pascual, diputado de esta ciudad.

### Diputado por Córdoba
El gobernador cordobés, José Javier Díaz, cruzó comunicaciones con Artigas respecto del envío de un diputado a una reunión a realizarse en Paysandú (la misión Rivarola-Pico) con otros de Buenos Aires y las demás provincias protegidas por Artigas:

Convengo con V.S. que es llegada la época de que concurra un Diputado de esta Provincia como una de las de su protección, en la sesión que se ha de tener con los de los Pueblos de su dependencia y con los del gobierno instalado por el de Buenos Aires.

El 27 de mayo Díaz ofició al Cabildo de Córdoba disponiendo la elección. Como el cabildo era contrario al artiguismo, se opuso a la elección y el gobernador la dispuso por sí mismo. El 29 de mayo de 1815 se reunieron los 8 electores elegidos cada uno en los 8 cuarteles de la ciudad de Córdoba y eligieron a José Antonio Cabrera para tratar y acordar con los de Buenos Aires y Banda Oriental, sobre los puntos de nuestras presentes diferencias. 
El 2 de junio el gobernador le otorgó un poder disponiendo que se le autorizaba:

(...) para que se apersone, cerca del Señor General de los Orientales Don José Artigas y de acuerdo con dicho señor general, trance, dirima y corte toda y cualquiera diferencia que hayan embarazado, embaracen, o puedan embarazar el reconocimiento espontáneo del nuevo gobierno instalado en el Pueblo de Buenos Aires, procurando remover de la más pronta reunión del Congreso General, sobre las bases más sólidas y análogas a los intereses de la causa común y particulares de esta Provincia, así en su actual independencia, como para la excesiva forma que pueda adoptarse hasta la resolución del citado Congreso (...)

## Sesiones del Congreso
El 28 de junio Artigas salió de Paysandú, cruzó el río Uruguay y al día siguiente realizó una exposición de apertura del congreso. De acuerdo a las cartas enviadas al día siguiente por los diputados de Córdoba y Santa Fe, en la sesión del 29 de junio Artigas explicó lo tratado con los enviados Pico y Rivarola, señalando el éxito desgraciado que había tenido la negociación y luego se decidió enviar 4 diputados a Buenos Aires para:

(...) reproducir las mismas reclamaciones hechas anteriormente por dicho general (...)

El 30 de junio de 1815 Artigas ofició al cabildo de Montevideo mencionando lo mismo:

Ya reunidos en esta villa de la Concepción del Uruguay, en 29 del corriente, expuse lo urgente de las circunstancias para no dejar en problema estos resultados. Califiqué las proposiciones que por ambas partes se habían propuesto, su conveniencia o disonancia en todas y cada una de sus partes, y después de muchas reflexiones, resolvió tan respetable Corporación, marchasen nuevamente ante el gobierno de Buenos Aires cuatro Diputados que a nombre de este Congreso General, representasen la uniformidad de sus intereses y la seguridad que reclaman sus provincias.

No se conoce si el congreso continuó deliberando más allá de su sesión inaugural, no hay constancia documental ni indicio de ello, pensando algunos autores que pasó a cuarto intermedio en espera del regreso de la delegación enviada a Buenos Aires, en la que fueron los únicos diputados de las provincias de Santa Fe y Córdoba sin los cuales difícilmente se haya continuado sesionando. En su Autobiografía —fechada el 1 de abril de 1859— el diputado oriental por San Carlos, Francisco Dionisio Martínez, escribió que los enviados a Buenos Aires dieron cuenta de su misión al congreso y luego Artigas lo disolvió:

(...) hasta el año 14, en que fui electo Diputado cerca del General Artigas. Honrado con este encargo pasé a Montevideo a solicitar al Gobierno el permiso para pasar a Paysandú a desempeñar mi comisión, y tan luego como me fue concedido partí para dicho punto en busca del general. Inmediatamente después de mi llegada me embarqué con él en dirección a Arroyo de la China, lugar indicado para la reunión, y a nuestro arribo encontramos reunidos un crecido número de diputados: por Córdoba, Corrientes, Santa Fe, Entre Ríos y Estado Oriental. Después de haberse discutido el objeto de aquella reunión se acordó nombrar una comisión de su seno para que fuese a desempeñar una misión a Buenos Aires y al efecto fueron elegidos los Sres. Cabrera de Cabrera Diputado por Córdoba; Don Pascual Andino por Santa Fe; Dr. Araúcho por Corrientes; Dr. Cossio por Entre Ríos; y Don Miguel Barreyro (Barreiro) por el Estado Oriental. El objeto de aquella misión era arreglar la paz sobre bases sólidas y duraderas, pero desgraciadamente los resultados no correspondieron a las esperanzas, porque el Gobierno de Buenos Aires nombró al Dr. Sainz para que oyese a los comisionados y lejos de apaciguar los ánimos, se aumentaron los disturbios. Titulándose entonces “Protector de los Pueblos Libres”, el General Artigas dio un manifiesto redactado por el Padre Monterroso, cuyo contenido apenas recuerdo. Al regreso de Buenos Aires, la Comisión dio cuenta a la Asamblea del resultado de su misión y entonces el Gral. Artigas dio las gracias a todos los diputados y disolvió la reunión.

El 12 de agosto Artigas ofició al cabildo gobernador de Montevideo desde Paysandú:

(...) Al fin ya tenemos en el arroyo de la China a nuestros diputados de regreso de Buenos Aires. Aún ignoro los resultados de su misión (...)

Ese mismo día debió tener lugar la exposición de los delegados y disolución del congreso que expresa Martínez, pues al día siguiente Artigas se hallaba de vuelta en Paysandú conociendo el resultado de la misión, y ofició al cabildo de Montevideo:

Han regresado los Diputados de Buenos sin ajustar cosa alguna con aquel Gobierno. Por lo mismo he resuelto delegar al Ciudadano Miguel Barreiro para arreglar los diferentes Ramos de Administración.

Se conserva un pasaporte otorgado el 13 de agosto al diputado santafesino para el regreso a su provincia, y se sabe que tres días después se otorgó un pasaporte de regreso al diputado misionero Yacabú.

## Delegación enviada por el Congreso de los Pueblos Libres a Buenos Aires
Se envió ante el nuevo gobierno de Buenos Aires una delegación que representaba a toda la liga para presentar un plan de concordia: José Simón García de Cossio, correntino y exmiembro de la Junta Grande, que no era diputado (por el Continente de Entre Ríos), Pascual Diez de Andino (por Santa Fe), José Antonio Cabrera (por Córdoba) y Miguel Barreiro (por la Provincia Oriental, no se conoce que fuera diputado). Llegaron a Buenos Aires por vía fluvial el 11 de julio y el 13 presentaron una nota al director supremo sustituto en momentos en que se alistaba la expedición al mando de Juan José Viamonte contra los artiguistas de Santa Fe. Como respuesta el secretario de gobierno Gregorio Tagle les comunicó por nota el 19 de julio que debían alojarse en el navío Neptuno bajo custodia de Guillermo Brown, intentando que los diputados no tomaran conocimiento de la expedición a Santa Fe:

No siendo posible dar a V. S. una contestación decisiva, sino dentro de mui pocos dias, porque la misma complicada gravedad de las negociaciones así lo exige, y conviniendo al decoro y a la buena fé evitar comprometimientos recíprocos, ha dispuesto S. E. el Director del Estado, que en el día de hoy pasen V. S. a bordo de la Fragata Neptuno, donde se han dado las órdenes convenientes al Comandante Brown, para que les hospede con todas las consideraciones que les corresponden, hasta que con el resultado de las determinaciones de S. E. sobre las proposiciones que V. S. han hecho, puedan restituirle libremente a sus destinos.

El 23 de julio Álvarez Thomas dirigió una proclama a los ciudadanos y moradores de los pueblos de Santa Fe y su campaña anunciándoles el envío de tropas para hacer impenetrable esta puerta á la guerra civil, debido a que Artigas no había presentado bases decorosas y justas para el establecimiento de la concordia.
Al enterarse Artigas de la situación de los delegados, el 3 de agosto envió un ultimátum a Álvarez Thomas:

(...) Si yo amo la paz tampoco temo los desastres de la guerra. Sea V. E. seguro que si al recibo de ésta, no pone inmediatamente los diputados en cualesquiera de los puntos de esta Banda, doy principio a las hostilidades de un modo escandaloso (...)

El 4 de agosto los delegados pidieron sus pasaportes para retirarse, pero fueron confinados en una casa sin que Álvarez Thomas los recibiera, entregándoles su emisario Antonio Sáenz el día anterior una contrapropuesta de paz entre Buenos Aires y Entre Ríos. Luego se les volvió a ofrecer la independencia de la provincia Oriental, a lo que los delegados respondieron: La Banda Oriental entra en el rol para formar el Estado denominado Provincias Unidas del Río de la Plata.
El 12 de agosto los enviados estaban de regreso en Concepción del Uruguay, a excepción de Cabrera, quien permaneció en Buenos Aires tratando asuntos de su provincia con el gobierno directorial.

## Conjetura sobre la declaración de independencia nacional
El diputado por Santa Fe llevó entre las instrucciones que le dio el primer gobernador  de dicha provincia: Francisco Candioti:

Pedirán la declaración absoluta de la independencia de la Corona de España y familia de los Borbones.

Las provincias protegidas por los ejércitos de Artigas, a excepción de Córdoba que nunca acogió tropas artiguistas, decidieron no concurrir al Congreso de Tucumán como señal de protesta hacia el Directorio,  de tendenia unitario y pro monárquico, por tolerar la Invasión Luso-Brasileña a la Banda Oriental. Artigas no estaba de acuerdo con la propuesta de Manuel Belgrano para formar un gobierno monárquico, ya que los artiguistas se definieron como republicanos, democráticos y federales.
Cuando Artigas tomó conocimiento de que el 9 de julio de 1816 se produjo la declaración de independencia nacional de las Provincias Unidas en San Miguel de Tucumán, escribió al director supremo Juan Martín de Pueyrredón, el 24 de julio de 1816:

Ha más de un año que la Banda Oriental enarboló su estandarte tricolor y juró su independencia absoluta y respectiva. Lo hará V.E. presente al Soberano Congreso para su Superior conocimiento.

Esta carta ha sido entendida por una línea historiográfica como que Artigas estaba afirmando que en el Congreso de Oriente se había proclamado la independencia nacional por las provincias participantes, junto con la creación de la llamada bandera de Artigas. 
Sin embargo, la expresión de Artigas es ambigua y esta conjetura no ha podido ser apoyada en otras pruebas concluyentes. 
En primer lugar, esa carta no menciona al congreso ni da una fecha, refiriéndose solo a la Banda Oriental.
Asimismo, las tres banderas utilizadas por Artigas (todas tricolor) habían sido ya enarboladas antes del congreso: la de los listones rojos horizontales, el 13 de enero de 1815 en el campamento de Arerunguá, la de Otorgués el 26 de marzo de 1815 en Montevideo, hoy conocida como bandera de Artigas en La Bajada y en Santa Fe. 
Por otro lado, cada una de las provincias participantes del congreso se habían considerado ya pueblo libre, soberano e independiente desde el momento en que rompieron con el gobierno de Buenos Aires. Córdoba había publicado un bando el 17 de abril de 1815 considerándose libres e independientes de toda otra autoridad que no sea la de esta capital, y en Corrientes el 29 de abril de 1814 un congreso provincial resolvió declarar la independencia bajo el sistema federativo y al General Don José de Artigas por Protector. 
Desde abril de 1813 todos los funcionarios artiguistas de la provincia Oriental se ponían en funciones con un juramento que expresaba:

¿Juráis que esta Provincia por derecho debe ser un estado libre, soberano e independiente y que debe ser reprobada toda adección, sujeción y obediencia al Rey, Reyna, Príncipe, Princesa, Emperador y Gobierno Español y a todo otro poder Extranjero cualquiera que sea y que ningún príncipe Extranjero persona Prelado, Estado potentado tienen ni deberá tener Jurisdicción alguna superioridad preeminencia autoridad no otro poder en qualquiera materia Sibil Eclesiástica dentro de esta Provincia esepto la autoridad que es o puede ser conferida por el Congreso General de las Provincias unidas?

Luego de que en febrero de 1815 las tropas artiguistas entraran por primera vez en Montevideo, el nuevo gobernador Otorgués dispuso que el 21 de marzo de 1815 fuera declarada la independencia de la ciudad y su integración en la provincia Oriental, que a partir de entonces abarcaba la extensión que tenía la Banda Oriental española en 1810. Cinco días después fue allí enarbolada por primera vez una bandera tricolor a franjas roja, azul y blanca. A esta independencia y bandera pudo referirse Artigas pues escribió la palabra respectiva referida a la Banda Oriental.
Otro dato que contradice la supuesta declaración de la independencia del Congreso de Oriente lo constituye el hecho de que el 30 de junio de 1815, un día después de la fecha conjeturada como de declaración de independencia, fueron emitidas tres cartas que se conservan y que no hacen mención a ella: la del diputado cordobés a su gobernador, la del diputado santafesino a su gobierno provincial, y la de Artigas al cabildo de Montevideo: 

Tengo el honor de dar parte a V.S. del primer paso de mi comisión. Reunidos en el Congreso los Diputados de esta Banda Oriental y demás pueblos de la Liga y Confederación que están bajo la protección del Jefe de este Ejército, don José Artigas, para tratar de los medios de una unión libre, igual y equitativa, con el gobierno de Buenos Aires, y fundar sobre esa base una paz sólida y duradera, abierta ayer (29 de junio) la primera acción, en que fuimos instruidos por el señor General del éxito desgraciado que había tenido la negociación entablada con los diputados de dicho gobierno, se ha tenido por conveniente en dicho Congreso, reproducir las mismas reclamaciones hechas anteriormente con dicho señor General autorizándolas con una Diputación en que hemos sido electos los ciudadanos doctor don Simón García de Cossio, don Miguel Barreyro, doctor don Pascual Andino y yo. Como el objeto principal de esta negociación es el de conservar nuestra integridad e independencia provincial, restableciendo el equilibrio de las provincias que deben unirse, he adherido a esta nueva investidura, que sin destruir ni desnudarme de la promesa que he recibido de este pueblo, ha reunido en mi causa y en mi persona la respetable representación voz y derechos de los pueblos vencedores del Oriente: unidos con sus derechos y los que nos da nuestra justicia, presentaré los míos y haré las reclamaciones por 50 fusiles, de que la provincia de Buenos Aires es deudora de la nuestra, pidiendo además, en justa indemnización de otros perjuicios seis piezas de artillería, quedando advertido de dar a V.S. parte o noticias de las resultas de esta presentación que servirá a V.S. de gobierno para impartirme las órdenes que sean de su superior agrado. Dios guarde a V.S. muchos años. Concepción del Uruguay y junio 30 de 1815.- JOSÉ ANTONIO CABRERA. – Señor Gobernador Intendente de la capital de Córdoba Coronel don José Javier Díaz

Realizado el Congreso el día 29 del corriente, el Señor General en Jefe de los Orientales don José Artigas nos hizo saber, a todos los individuos de esta Corporación, la negativa de los señores delegados de Buenos Aires a sus arregladas y justas reclamaciones, que sólo miran el interés de todas y cada una de las Provincias Confederadas: en esta virtud se resolvió por unánime acuerdo del señor General Protector y Representantes, mandar a Buenos Aires una diputación de cuatro individuos cuya elección se practicó en la persona del Dr. don José Antonio Cabrera, doctor don Simón del Cosio, don Miguel Barreiro y mía; será para mí muy satisfactorio si esta medida (que no lo dudo) merece el agrado de V.S. Tengo la honra de saludar a V.S., y ofrecerle mis más sinceras consideraciones. Villa de Concepción del Uruguay, junio 30 de 1815.

Conducido siempre por la prudencia y ansioso de la concordia general, llamé a los pueblos por medio de sus diputados para formalizar cualquier medida competente a su ulterior felicidad. No pudimos acordar con los diputados de Buenos Aires los principios que debían fijarla, en cuya virtud se retiraron sin haber concluido el ajuste preciso. Creyendo que lo importante del asunto debía sujetarse al escrutinio de la expresión general convoqué a un Congreso de todos los diputados, que hasta aquella fecha se habían reunido tanto de la Banda Oriental, como de los demás pueblos que tengo el honor de proteger.
 Ya reunidos en esta Villa de la Concepción del Uruguay en 29 del corriente expuse lo urgente de las circunstancias para no dejar en problema estos resultados. Califiqué las proposiciones que por ambas partes se habían propuesto. Su conveniencia por disonancia en todas y cada una de sus partes y después de muchas reflexiones resolvió tan respetable corporación marchasen nuevamente ante el Gobierno de Buenos Aires cuatro diputados, que a nombre de este congreso general representasen la uniformidad en sus intereses y la seguridad que reclaman sus Provincias. Al efecto partirán en breve para aquel destino los ciudadanos doctor Cosio, nombrado por el Entre Ríos, el doctor Andino por Santa Fe, el doctor Cabrera por Córdoba y don Miguel Barreiro por la Banda Oriental todos con poderes e instrucciones bastantes a llenar su comisión. Todo lo que comunico a usted para que penetrado de las circunstancias ponga en ejecución las providencias que le tengo impartidas y las demás que usted estime convenientes.
 Tengo el honor de saludar a usted y dedicarle mis más afectuosas consideraciones.
 Villa del Uruguay, 30 de junio de 1815.
 José Artigas.
 Al muy Ilustre Cabildo de la ciudad de San Felipe y Santiago de Montevideo.